# لشکر هشتم سواره‌نظام اس‌اس فلوریان گیر
لشکر هشتم سواره‌نظام اس‌اس فلوریان گیر (به آلمانی:8. SS-Kavallerie-Division „Florian Geyer“) یکی از لشکرهای وابسته به وافن اس‌اس در جنگ جهانی دوم بود.

## فرماندهان
- گوستاو لومبارد
- هرمان فگلاین
- ویلهلم بیتریش
- فریتس فرایتاگ
- برونو اشترکنباخ
- یواخیم رومور